# Hexapanopeus caribbaeus
Hexapanopeus caribbaeus är en kräftdjursart som först beskrevs av William Stimpson 1871.  Hexapanopeus caribbaeus ingår i släktet Hexapanopeus och familjen Panopeidae. Inga underarter finns listade i Catalogue of Life.